# Adesmia micrantha
Adesmia micrantha är en ärtväxtart som beskrevs av Rodolfo Amando Philippi. Adesmia micrantha ingår i släktet Adesmia och familjen ärtväxter. Inga underarter finns listade i Catalogue of Life.